# NGC 3818
NGC 3818 је елиптична галаксија у сазвежђу Девица која се налази на NGC листи објеката дубоког неба.
Деклинација објекта је - 6° 9' 20" а ректасцензија 11h 41m 57,3s. Привидна величина (магнитуда) објекта NGC 3818 износи 11,7 а фотографска магнитуда 12,7. Налази се на удаљености од 37,045 милиона парсека од Сунца. NGC 3818 је још познат и под ознакама MCG -1-30-23, UGCA 243, PGC 36304.